# Armand Zinzindohoué
Armand Zinzindohoué est un homme politique béninois. Il est ministre dans le gouvernement de Boni Yayi.

## Biographie

### Carrière
Armand Zinzindohoué occupe plusieurs postes dans le gouvernement de Boni Yayi au lendemain de son élection comme président de la république.
Il est considéré comme le bras droit du président avant d'être éclaboussé par le scandale financier de l'affaire ICC-Services,,. Il est ministre délégué auprès du Président de la République, chargé des transports et des travaux publics,, Président de la République par intérim et ministre de l’Intérieur et de la sécurité publique,,,.